# Hayaokuri Calendar
„Hayaokuri Calendar” (jap. 早送りカレンダー Hayaokuri Karendā) – jedenasty singel japońskiego zespołu HKT48, wydany w Japonii 2 maja 2018 roku przez Universal Music.
Singel został wydany w czterech edycjach: trzech regularnych (Type A, Type B, Type C) oraz „teatralnej” (CD). Osiągnął 1 pozycję w rankingu Oricon i pozostał na liście przez 23 tygodnie. Singel zdobył status platynowej płyty.

## Lista utworów
Większość utworów zostało napisanych przez Yasushiego Akimoto.

### Type A
| CD | CD                                                                                | CD                 | CD                   | CD      |
| Nr | Tytuł utworu                                                                      | Kompozycja         | Aranżacja            | Długość |
| -- | --------------------------------------------------------------------------------- | ------------------ | -------------------- | ------- |
| 1. | „Hayaokuri Calendar” (jap. 早送りカレンダー)                                      | Manabu Marutani    | APAZZI               |         |
| 2. | „Kisetsu no sei ni shitaku wa nai” (jap. 季節のせいにしたくはない)                | Yoshiaki Mikkaichi | Yoshiaki Mikkaichi   |         |
| 3. | „Just a moment” (wyk. Shiawase DA Pancake)                                        | Keisei Takagi      | Yūichi "Masa" Nonaka |         |
| 4. | „Hayaokuri Calendar” (jap. 早送りカレンダー) (Instrumental)                       | Manabu Marutani    | APAZZI               |         |
| 5. | „Kisetsu no sei ni shitaku wa nai” (jap. 季節のせいにしたくはない) (Instrumental) | Yoshiaki Mikkaichi | Yoshiaki Mikkaichi   |         |
| 6. | „Just a moment” (Instrumental)                                                    | Keisei Takagi      | Yūichi "Masa" Nonaka |         |

| DVD | DVD                                                     | DVD     |
| Nr  | Tytuł utworu                                            | Długość |
| --- | ------------------------------------------------------- | ------- |
| 1.  | „Hayaokuri Calendar” (早送りカレンダー) (Music Video)   |         |
| 2.  | „Just a moment” (Music Video)                           |         |
| 3.  | „HKT48 no #SakuTabi Vol. 1” (jap. HKT48の#サク旅 Vol.1) |         |

### Type B
| CD | CD                                                                                | CD                 | CD                 | CD      |
| Nr | Tytuł utworu                                                                      | Kompozycja         | Aranżacja          | Długość |
| -- | --------------------------------------------------------------------------------- | ------------------ | ------------------ | ------- |
| 1. | „Hayaokuri Calendar” (jap. 早送りカレンダー)                                      | Manabu Marutani    | APAZZI             |         |
| 2. | „Kisetsu no sei ni shitaku wa nai” (jap. 季節のせいにしたくはない)                | Yoshiaki Mikkaichi | Yoshiaki Mikkaichi |         |
| 3. | „Aitakute iya ni naru” (jap. 会いたくて嫌になる) (wyk. Yappari Mitarashi Dango)   | Yōhei Tanimura     | Yōhei Tanimura     |         |
| 4. | „Hayaokuri Calendar” (jap. 早送りカレンダー) (Instrumental)                       | Manabu Marutani    | APAZZI             |         |
| 5. | „Kisetsu no sei ni shitaku wa nai” (jap. 季節のせいにしたくはない) (Instrumental) | Yoshiaki Mikkaichi | Yoshiaki Mikkaichi |         |
| 6. | „Aitakute iya ni naru” (jap. 会いたくて嫌になる) (Instrumental)                   | Yōhei Tanimura     | Yōhei Tanimura     |         |

| DVD | DVD                                                            | DVD     |
| Nr  | Tytuł utworu                                                   | Długość |
| --- | -------------------------------------------------------------- | ------- |
| 1.  | „Hayaokuri Calendar” (早送りカレンダー) (Music Video)          |         |
| 2.  | „Aitakute iya ni naru” (jap. 会いたくて嫌になる) (Music Video) |         |
| 3.  | „HKT48 no #SakuTabi Vol. 2” (jap. HKT48の#サク旅 Vol.2)        |         |

### Type C
| CD | CD                                                                                                   | CD                 | CD                 | CD      |
| Nr | Tytuł utworu                                                                                         | Kompozycja         | Aranżacja          | Długość |
| -- | --- | ------------------ | ------------------ | ------- |
| 1. | „Hayaokuri Calendar” (jap. 早送りカレンダー)                                                         | Manabu Marutani    | APAZZI             |         |
| 2. | „Kisetsu no sei ni shitaku wa nai” (jap. 季節のせいにしたくはない)                                   | Yoshiaki Mikkaichi | Yoshiaki Mikkaichi |         |
| 3. | „Boku no omoi ga itsuka niji ni naru made” (jap. 僕の想いがいつか虹になるまで) (wyk. SakuraHanaMiku) | Melon Kinoshita    | Melon Kinoshita    |         |
| 4. | „Hayaokuri Calendar” (jap. 早送りカレンダー) (Instrumental)                                          | Manabu Marutani    | APAZZI             |         |
| 5. | „Kisetsu no sei ni shitaku wa nai” (jap. 季節のせいにしたくはない) (Instrumental)                    | Yoshiaki Mikkaichi | Yoshiaki Mikkaichi |         |
| 6. | „Boku no omoi ga itsuka niji ni naru made” (jap. 僕の想いがいつか虹になるまで) (Instrumental)        | Melon Kinoshita    | Melon Kinoshita    |         |

| DVD | DVD                                                                                          | DVD     |
| Nr  | Tytuł utworu                                                                                 | Długość |
| --- | -------------------------------------------------------------------------------------------- | ------- |
| 1.  | „Hayaokuri Calendar” (早送りカレンダー) (Music Video)                                        |         |
| 2.  | „Boku no omoi ga itsuka niji ni naru made” (jap. 僕の想いがいつか虹になるまで) (Music Video) |         |
| 3.  | „HKT48 no #SakuTabi Vol. 3” (jap. HKT48の#サク旅 Vol.3)                                      |         |

### Wer. teatralna
| CD | CD                                                                                | CD                    | CD                    | CD      |
| Nr | Tytuł utworu                                                                      | Kompozycja            | Aranżacja             | Długość |
| -- | --------------------------------------------------------------------------------- | --------------------- | --------------------- | ------- |
| 1. | „Hayaokuri Calendar” (jap. 早送りカレンダー)                                      | Manabu Marutani       | APAZZI                |         |
| 2. | „Kisetsu no sei ni shitaku wa nai” (jap. 季節のせいにしたくはない)                | Yoshiaki Mikkaichi    | Yoshiaki Mikkaichi    |         |
| 3. | „Kasou ren'ai” (jap. 仮想恋愛)                                                    | Shūho Mitani, BASSICK | Shūho Mitani, BASSICK |         |
| 4. | „Hayaokuri Calendar” (jap. 早送りカレンダー) (Instrumental)                       | Manabu Marutani       | APAZZI                |         |
| 5. | „Kisetsu no sei ni shitaku wa nai” (jap. 季節のせいにしたくはない) (Instrumental) | Yoshiaki Mikkaichi    | Yoshiaki Mikkaichi    |         |
| 6. | „Kasou ren'ai” (jap. 仮想恋愛) (Instrumental)                                     | Shūho Mitani, BASSICK | Shūho Mitani, BASSICK |         |

## Skład zespołu
| „Hayaokuri Calendar” |
| --- |
| - Team H: Hiroka Komada, Rino Sashihara, Meru Tashima, Miku Tanaka (środek), Aki Toyonaga, Natsumi Matsuoka, Nako Yabuki (środek) - Team KIV: Nao Ueki, Hirona Unjō, Asuka Tomiyoshi, Mai Fuchigami, Sakura Miyawaki, Aoi Motomura, Madoka Moriyasu - Team TII: Misaki Aramaki, Hana Matsuoka |

| „Kisetsu no sei ni shitaku wa nai” |
| --- |
| - Team H: Hiroka Komada, Rino Sashihara, Meru Tashima, Miku Tanaka (środek), Aki Toyonaga, Natsumi Matsuoka, Nako Yabuki - Team KIV: Nao Ueki, Hirona Unjō, Asuka Tomiyoshi, Mai Fuchigami, Sakura Miyawaki, Aoi Motomura, Madoka Moriyasu - Team TII: Misaki Aramaki, Hana Matsuoka |

| „Just a moment” |
| --- |
| - Team H: Yuka Akiyoshi, Haruka Ueno, Natsumi Tanaka - Team KIV: Nene Jitoe, Maiko Fukagawa - Team TII: Maria Imamura, Erena Sakamoto, Rio Shimizu (środek), Tomoka Takeda, Amane Tsukiashi, Hinata Matsumoto, Sono Miyazaki, Bibian Murakawa, Yūna Yamauchi |

| „Aitakute iya ni naru” |
| --- |
| - Team H: Yui Kojina, Riko Sakaguchi (środek), Mao Yamamoto - Team KIV: Mina Imada, Shino Iwahana, Serina Kumazawa, Yuki Shimono, Anna Murashige - Team TII: Ayaka Oda, Sae Kurihara, Moeka Sakai, Hazuki Hokazono, Emiri Yamashita |

| „Boku no omoi ga itsuka niji ni naru made”                                                 |
| ------------------------------------------------------------------------------------------ |
| - Team H: Miku Tanaka - HKT48 Team KIV: Miyawaki Sakura (środek) - Team TII: Hana Matsuoka |

| „Kasou ren'ai”                                            |
| --------------------------------------------------------- |
| - Team TII: Maria Imamura, Hana Matsuoka, Bibian Murakawa |

## Notowania
| Lista                             | Pozycja |
| --------------------------------- | ------- |
| Oricon Weekly Singles Chart       | 1       |
| Oricon Yearly Singles Chart       | 25      |
| Billboard Japan Hot 100           | 1       |
| Billboard Japan Hot Singles Sales | 1       |

## Sprzedaż
| Dane wg         | Sprzedaż |
| --------------- | -------- |
| Oricon          | 272 811  |
| Billboard Japan | 320 281+ |